# Copa Europeia/Sul-Americana de 1988
A Copa Europeia/Sul-Americana de 1988, também conhecida como Copa Toyota e Copa Intercontinental, foi a 27.ª edição da competição, disputada na cidade de Tóquio no Japão em 11 de dezembro de 1988. O confronto envolveu o Nacional do Uruguai, campeão da Taça Libertadores da América e o PSV Eindhoven dos Países Baixos, campeão da Liga dos Campeões da UEFA.
Em 27 de outubro de 2017, após uma reunião realizada na Índia, o Conselho da FIFA reconheceu os vencedores da Copa Intercontinental como campeões mundiais.

## História
Em 1988 aconteceu uma grande final da Copa Intercontinental. Nacional de Montevidéu representando a América e PSV Eindhoven representando a Europa se enfrentaram, e após dois empates: 1x1 no tempo normal e outro 1x1 na prorrogação (com destaque especial para o meio-campista Ostolaza, o melhor do jogo), a decisão foi para as penalidades máximas. Após 20 cobranças, a equipe uruguaia sagrou-se tricampeã intercontinental. O Nacional igualava o número de títulos intercontinentais do seu rival Peñarol.

## Clubes Participantes
| Confederação | Equipe        | Classificação                                           | Participação |
| ------------ | ------------- | ------------------------------------------------------- | ------------ |
| CONMEBOL     | Nacional      | Campeão da Copa Libertadores da América de 1988         | 3ª           |
| UEFA         | PSV Eindhoven | Campeão da Taça dos Clubes Campeões Europeus de 1987–88 | 1ª           |

## Chaveamento
|  | A Classificação[NOTA] | A Classificação[NOTA] | A Classificação[NOTA] | A Classificação[NOTA] |   |               | Copa Intercontinental | Copa Intercontinental | Copa Intercontinental | Copa Intercontinental |
|  |                       |                       |                       |                       |   |               |                       |                       |                       |                       |
|  | PSV Eindhoven (pen)   | 0                     | (6)                   | –                     |   |               |                       |                       |                       |                       |
|  | Benfica               | 0                     | (5)                   | –                     |   |               |                       |                       |                       |                       |
|  | Benfica               | 0                     | (5)                   | –                     |   | PSV Eindhoven | 2                     | (6)                   | –                     |                       |
|  |                       |                       |                       |                       |   | PSV Eindhoven | 2                     | (6)                   | –                     |                       |
|  |                       | Nacional (pen)        | 2                     | (7)                   | – |               |                       |                       |                       |                       |
|  | Nacional              | Nacional (pen)        | 2                     | (7)                   | – | 0             | 3                     | –                     |                       |                       |
|  | Nacional              |                       |                       |                       |   | 0             | 3                     | –                     |                       |                       |
|  | Newell's Old Boys     | 1                     | 0                     | –                     |   |               |                       |                       |                       |                       |

Notas
- NOTA^  Essas partidas não foram realizadas pela Copa Intercontinental. Ambas as partidas foram realizadas pelas finais da Liga dos Campeões da Europa e Copa Libertadores da América daquele ano.

## Final
| 11 de dezembro de 1988 | Nacional          | 2 – 2 (1 – 1 Pro) | PSV                      | Estádio Nacional , Tóquio, Japão            |
|                        | Ostolaza 7', 119' |                   | Romário 75' · Koeman 95' | Público: 60,000 Árbitro: Jesús Díaz Palacio |

| Nacional | PSV |

|                                                                                   |     | Penalidades                                                               |  |
| Lemos Carreño Morán Castro De León De Lima Revelez Pintos Saldanha Ostolaza Gómez | 7–6 | Koeman Kieft Gillhaus Romário Lerby Ellerman Valckx Gerets Koot Van Aerle |  |

|                 |    |           |                               |
|                 |    |           |                               |
| GK              | 1  | Seré      |                               |
| DF              | 2  | Gómez     |                               |
| DF              | 3  | De León   |                               |
| DF              | 4  | Revélez   | Penalizado com cartão amarelo |
| DF              | 5  | Saldanha  | Penalizado com cartão amarelo |
| MF              | 6  | Ostolaza  |                               |
| MF              | 7  | Vargas    | 71'                           |
| MF              | 8  | Lemos     |                               |
| FW              | 10 | Cardaccio | 113'                          |
| FW              | 9  | De Lima   |                               |
| FW              | 11 | Castro    | Penalizado com cartão amarelo |
| Substituição:   |    |           |                               |
| MF              | 14 | Morán     | 71'                           |
| FW              | 15 | Carreño   | 113'                          |
| Técnico:        |    |           |                               |
| Roberto Fleitas |    |           |                               |

|               |    |               |                               |
|               |    |               |                               |
| GK            | 1  | van Breukelen |                               |
| DF            | 2  | Gerets        |                               |
| DF            | 4  | Ronald Koeman | Penalizado com cartão amarelo |
| DF            | 3  | Koot          |                               |
| DF            | 5  | Heintze       | 73'                           |
| MF            | 11 | Ellerman      | Penalizado com cartão amarelo |
| MF            | 7  | van Aerle     |                               |
| MF            | 8  | Vanenburg     | 90'                           |
| MF            | 6  | Lerby         | Penalizado com cartão amarelo |
| FW            | 9  | Romário       |                               |
| FW            | 10 | Kieft         |                               |
| Substituição: |    |               |                               |
| MF            | 12 | Gillhaus      | 73'                           |
| MF            | 14 | Valckx        | 90'                           |
| Técnico:      |    |               |                               |
| Guus Hiddink  |    |               |                               |

## Campeão
| Copa Européia/Sul-Americana de 1988 |
| ----------------------------------- |
| Nacional 3º Título                  |